# North Lewisburg
North Lewisburg é uma vila localizada no estado norte-americano de Ohio, no Condado de Champaign.

## Demografia
Segundo o censo norte-americano de 2000, a sua população era de 1588 habitantes.
Em 2006, foi estimada uma população de 1594, um aumento de 6 (0.4%).

## Geografia
De acordo com o United States Census Bureau tem uma área de
2,3 km², dos quais 2,3 km² cobertos por terra e 0,0 km² cobertos por água. North Lewisburg localiza-se a aproximadamente 335 m acima do nível do mar.

## Localidades na vizinhança
O diagrama seguinte representa as localidades num raio de 20 km ao redor de North Lewisburg.